# Белянський потік (притока Б'єлого Вагу)
Белянський потік (словац. Beliansky potok) — річка в Словаччині; права притока Б'єлого Вагу, протікає в округах Попрад і Ліптовський Мікулаш.
Довжина — 16.5 км.
Витікає в масиві Високі Татри на схилі гори Кривань на висоті 2300 метрів. Відділяється потік Млаки.
Протікає біля села Виходна. Впадає у Б'єлий  Ваг на висоті 750 метрів. 